# Moja simpatija (album)
Moja simpatija je bil tretji glasbeni album slovenske pop skupine Foxy Teens, ki je izšel leta 2000.

## Diskografija
- Moja simpatija
- Vzemi me v naročje
- Zlato sonce
- Brez ljubezni mi živeti ni
- Sanjam
- Zibaj me
- Z mano se ne boš igral
- Pošlji mi poljub
- Zakaj ni vsak dan ocean